# Crispo Jolán naxoszi hercegnő
Crispo Jolán (1427 – ?), görögül: Γιολάντα/Βιολάντα Κρίσπο της Νάξου, olaszul: Violante Crispo, latinul: Iolanda Crispo, naxoszi hercegnő, IV. Alexiosz trapezunti császár unokája és Cornaro Katalin ciprusi királynő nagynénje, valamint Uzun Haszan feleségének, Komnénosz Teodóra iráni királynénak az elsőfokú unokatestvére. A Crispo-házból származott.

## Élete

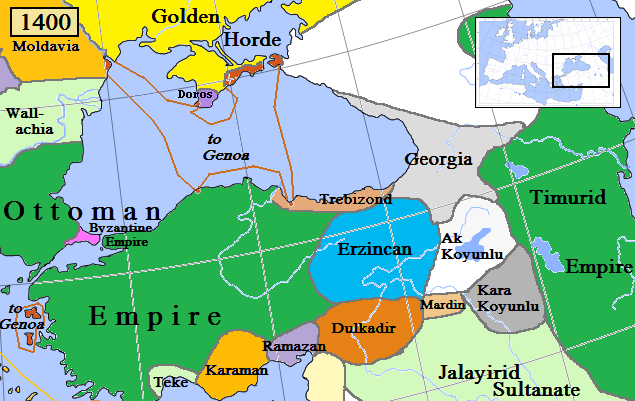
A Trapezunti Császárság és a maradék Bizánci Birodalom 1400-ban.

A Naxoszi Hercegség és a maradék Bizánci Birodalom 1410-ben.

Apja Nicolò/Niccolò Crispo, a Naxoszi Hercegség régense, I. (Crispo) Ferenc naxoszi uralkodó herceg és II. (Sanudo) Florencia naxoszi uralkodó hercegnő fia. Anyja Komnénosz Eudokia (Valenza) trapezunti császári hercegnő, IV. Alexiosz trapezunti császár és Kantakuzénosz Teodóra lánya.
A testvérei voltak: II. (Crispo) Ferenc (1417–1463) naxoszi herceg, akinek az 1 felesége Guglielma Zeno volt, és 3 gyermeket szült, a 2. felesége Petronilla Bembo, akitől nem születtek újabb gyermekei, valamint Crispo Florencia (1422–1501), akinek a férje Marco Cornaro (1406–1479) velencei patrícius, Marco Cornaro velencei dózse dédunokája volt. Az ő lányuk volt I. (Cornaro) Katalin (Caterina) (1454–1510) ciprusi királynő (ur.: 1474–1489), aki II. (Fattyú) Jakab (1438–1473) ciprusi királyhoz ment férjhez, és egy fiuk született, III. (Lusignan) Jakab (1473–1474), aki az apja halála után a születésétől a haláláig Ciprus királya volt.
Idősebb nagybátyja IV. (Komnénosz) János (1403 körül–1460) trapezunti császár, akinek a 2. felesége Sajbánida N., Devlet Berdi kánnak, az Arany Horda uralkodójának volt Teodóra (Deszpina Hatun) feltételezett anyja. Teodóra feleségül ment Uzun Haszanhoz, a Fehér Ürü kánjához (emírje), aki 1472-ben Irán (Perzsia) királya lett. 
Ifjabb nagybátyja II. (Komnénosz) Dávid (1408 körül–1463), 1460-tól 1461-ig az utolsó trapezunti császár volt.
Férje Caterino Zeno velencei diplomata, követ, akit a Velencei Köztársaság 1471-ban Uzun Haszanhoz küldte követként mint Deszpina Hatun elsőfokú unokatestvérének a férjét. Rodoszon és Karamanon keresztül 1472. április 30-án érkezett Tebrizbe. Caterino Zeno Deszpina Hatunt és gyermekeit is meglátogatta, és részletes beszámolót készített a trapezunti császári hercegnőről. Teodóra legidősebb lánya volt Márta, aki szintén ortodox keresztény vallású volt, ezt tükrözte a keresztény neve is, bár Halima néven számontartották, I. Iszmáíl perzsa sah anyja volt.

## Gyermekei
- Férjétől, Caterino Zeno (1421/35/43–1490 körül), velencei diplomatától, követtől, 2 fiú:[5]
  - Pietro
  - Ottaviano

## Származása
| Jolán | Apa: Nicolò/Niccolò Crispo      | Apai nagyapa: I. Ferenc naxoszi herceg                   | Apai dédapa: Francesco Crispo                                 |
| Jolán | Apa: Nicolò/Niccolò Crispo      | Apai nagyapa: I. Ferenc naxoszi herceg                   | Apai dédanya: n. a.                                           |
| Jolán | Apa: Nicolò/Niccolò Crispo      | Apai nagyanya: II. Florencia naxoszi hercegnő            | Apai dédapa: Marco Sanudo                                     |
| Jolán | Apa: Nicolò/Niccolò Crispo      | Apai nagyanya: II. Florencia naxoszi hercegnő            | Apai dédanya: n. a.                                           |
| Jolán | Anya: Komnénosz Eudokia-Valenza | Anyai nagyapa: IV. Alexiosz trapezunti császár           | Anyai dédapa: III. Mánuel trapezunti császár                  |
| Jolán | Anya: Komnénosz Eudokia-Valenza | Anyai nagyapa: IV. Alexiosz trapezunti császár           | Anyai dédanya: Bagrationi Gulhan-Eudokia trapezunti császárné |
| Jolán | Anya: Komnénosz Eudokia-Valenza | Anyai nagyanya: Kantakuzéna Teodóra trapezunti császárné | Anyai dédapa: Theodorosz Kantakuzénosz                        |
| Jolán | Anya: Komnénosz Eudokia-Valenza | Anyai nagyanya: Kantakuzéna Teodóra trapezunti császárné | Anyai dédanya: Eufrozina                                      |